# Julia Piaton
Julia Piaton (* 29. ledna 1985 Francie) je francouzská herečka. Proslavila se rolí Odile ve filmech Co jsme komu udělali? a Co jsme komu zase udělali?

## Životopis
Jejími rodiči jsou Jean-Marc Piaton a režisérka Charlotte de Turckheim. Má dvě sestry, Claru a Johannu. Vystudovala magisterský program žurnalistika. Poté začala chodit na hodiny herectví u Thibaulta de Montalemberta. Účinkovala v divadle Ciné 13 Théâtre ve hře Histoires de Famille od chorvatské autorky Biljany Srbljanović. Poté ji učil i John Strasberg v New Yorku a hrála v inscenaci Lascivisous Something, kterou napsala Sheila Callaghan. V roce 2014 si zahrála po boku Philippa Laudenbacha v Čechovově inscenaci Tři sestry.
Jako svou hereckou inspiraci uvedla Romy Schneider. V srpnu 2017 se jí narodil syn.

## Filmografie

### Film
| Rok           | Název                      | Režisér                                                                           | Role                                  |
| ------------- | -------------------------- | --------------------------------------------------------------------------------- | ------------------------------------- |
| 2006          | Aristokraté                | Charlotte de Turckheim                                                            | Pauline                               |
| 2008          | Je nám osmnáct             | Frédéric Berthe                                                                   | Sarah                                 |
| 2012          | Co je větší, to je hezčí   | Charlotte de Turckheim                                                            | Roxanne                               |
| 2013          | Obětní beránek             | Nicolas Bary                                                                      | novinářka                             |
| 2014          | Co jsme komu udělali?      | Philippe de Chauveron                                                             | Odile Benichou (za svobodna Verneuil) |
| 2014          | Tiens-toi droite           | Katia Lewkowicz                                                                   | mladá žena z hospody                  |
| 2015          | Qui c'est les plus forts ? | Charlotte de Turckheim                                                            | Pépin                                 |
| 2015          | Le talent de mes amis      | Alex Lutz                                                                         | Helen                                 |
| 2016          | Adopte un veuf             | François Desagnat                                                                 | Marion Legloux                        |
| 2016          | Arrêtez-moi là             | Gilles Bannier                                                                    | soudkyně                              |
| 2016          | La Vache                   | Mohamed Hamidi                                                                    | mladá reportérka                      |
| 2017          | Jour J                     | Reem Kherici                                                                      | Alexia                                |
| 2017          | La Monnaie de leur pièce   | Anne Le Ny                                                                        | Eloïse                                |
| 2017          | Svá k svému                | Myriam Aziza                                                                      | Claire                                |
| 2019          | Co jsme komu zase udělali? | Philippe de Chauveron                                                             | Odile Benichou (za svobodna Verneuil) |
| 2019          | Selfie                     | Thomas Bidegain, Marc Fitoussi, Tristan Aurouet, Cyril Gelblat a Vianney Lebasque | Amandine                              |
| 2020          | C'est la vie               | Julien Rambaldi                                                                   | Sandrine                              |
| 2020          | Milostné historky          | Emmanuel Mouret                                                                   | Victoire                              |
| 2020          | Přípitek                   | Laurent Tirard                                                                    | Sophie                                |
| bude oznámeno | Les petites victoires      | Mélanie Auffret                                                                   | Alice                                 |
| bude oznámeno | Garder ton nom             | Vincent Duquesne                                                                  |                                       |

### Televize
| Rok       | Název             | Role                                        | Poznámky                                          |
| --------- | ----------------- | ------------------------------------------- | ------------------------------------------------- |
| 2013–2015 | Profil zločinu    | Jessica, Fredova sestra                     | televizní seriál, účinkovala ve 4., 5. a 6. sérii |
| 2015      | Le Secret d'Élise | Ariane Letilleul, Elisina matka v roce 1969 | televizní seriál                                  |
| 2016      | Až odejdu         | Laurence                                    | televizní film                                    |
| 2017      | Zmrzlí mrtví      | kapitánka Zieglerová                        | televizní seriál                                  |
| 2019      | Le Grand Bazar    | Marie                                       |                                                   |
| 2019–2021 | Rodinný podnik    | Aure                                        | seriál, hlavní role                               |